# Önsta-Gryta
Önsta-Gryta är ett administrativt bostadsområde och en stadsdel i norra Västerås. Området består av delarna Södra Gryta, Norra Gryta och Önsta. Området avgränsas i söder av Norrleden.
Det finns fyra grundskolor i området, Ormkärr-, Önsta-, Apalby- och Piltorpskolan. Södra Gryta är den del av Gryta som ligger närmast Västerås centrum (cityringen). Det är ungefär 5 km mellan Södra Grytas utkant och Västerås centrum. Man brukar säga att det bor 15 000 invånare på (notera att man i Västerås säger på Önsta-Gryta och inte i Önsta-Gryta ) Önsta-Gryta och Rönnby vilket gör området tillsammans med Rönnby till den största stadsdelen i Västerås.
Området trafikeras av VLs buss nummer 2 (och 13 via Hovdestalund).
Önsta-Gryta skiljer sig ifrån många andra stadsdelar av Västerås i och med att Önsta-Gryta nästan helt saknar arbetsplatser och butiker (även om Önsta centrum har några få). Det fanns tidigare en ICA-butik på Södra Gryta, som senare flyttades till korsningen Norrleden, Grytavägen (Grytamotet). Vid Grytamotet finns också en Lidl livsmedelsbutik, en obemannad bensinmack och en snabbmatrestaurang.
Önsta-Gryta har en biblioteksfilial i Önstaskolan. På området finns även ett hunddagis som tidigare var en bondgård. Gideonsbergs IF har sitt kansli vid Önsta IP som ligger vid hunddagiset. De flesta av husen i stadsdelen är villor. Flerfamiljshus finns till exempel vid Önstaskolan men även på några fler platser.
I Önsta-Gryta finns Önsta Gryta kyrka och Sankt Eliyo Hadbshabo syrisk-ortodoxa kyrka.
Området avgränsas i väster och norr av skog och ängar, i öster av Nyängsleden och Grytavägen, i söder av Grytamotet och i väster av Önstavägen till fritidsparken och bollplanerna.
Området gränsar i öster till Tunbytorp, i söder till Rocklunda, Tunby och Nordanby.
Gatorna på Södra Gryta är döpta efter skogsjakt, på Norra Gyta efter växter och Önsta efter Landskap i Sverige.